# Christian den Syvende (1767)
Lo HDMS Christian den Syvende è stato un vascello da 90 cannoni in servizio tra il 1768 e il 1801 nella Reale Marina dei Regni di Danimarca e Norvegia. L'unità non diede mai buona prova tanto che nel 1799 fu declassata a nave da 52 cannoni

## Storia
Il vascello da 90 cannoni Christian den Syvende fu  progettato dall'ingegnere navale Frederik Michael Krabbe.  L'unità fu impostata presso il cantiere navale di Copenaghen e venne varato nel novembre 1767. La nave, all'epoca uno dei più grandi vascelli della Marina danese, si rivelò piuttosto imperfetta, tanto che nel 1799 venne declassata a nave da difesa (blockskibe) da 52 cannoni, con equipaggio di 529 uomini, e ridenominata Prøvesteen. Nel marzo 1801 ne assunse il comando il kaptajn Lorentz Fjelderup Lassen, e il 2 aprile dello stesso anno l'unità andò persa in combattimento contro gli inglesi nel corso della prima battaglia di Copenaghen.  

### Fonti
1. ↑  Tree Decks.
2. 1 2  Garde 1852, p. 357.